# Ectodini
Die Ectodini sind eine Tribus der Buntbarsche (Cichlidae). Alle Arten der Ectodini leben endemisch im Tanganjikasee in Ostafrika. Die Monophylie ist durch verschiedenen morphologische Merkmale und Untersuchung von DNA-Sequenzen erwiesen.

## Merkmale
Die Ectodini sind kleine bis mittelgroße Buntbarsche mit unterschiedlicher Körpergestalt und Körperlängen von 7,5 bis 26 cm. Meist ist der Hinterkopf oder der vordere Rückenbereich am Rückenflossenansatz der höchste Bereich des Körpers und der Rumpf wird zur Schwanzflosse hin immer schmaler und weniger hoch. Sie sind in den meisten Fällen silbrig oder bräunlich gefärbt mit verschiedenen schwärzlichen oder irisierenden Punkten, Flecken oder Streifen. Bei den Männchen sind irisierende oder metallisch schimmernde Bereiche stärker, ihre Flossen können ausgezogen sein. Die Zähne sind dreispitzig, sie ernähren sich von Plankton.

## Lebensweise
Die meisten Arten der Ectodini leben bentisch über sandigen Seeböden. Die Gattungen Cunningtonia, Cyathopharynx und Ophthalmotilapia sind dagegen, wie die meisten Buntbarsche des Tanganjikasee, Bewohner der reichlich Verstecke bietenden Felsküsten. Wahrscheinlich sind alle Ectodini Maulbrüter, entweder brüten beide Geschlechter oder nur die Weibchen.

## Systematik

### Äußere Systematik
Die Ectodini gehören wie die Mehrzahl der maulbrütenden Buntbarsche des Tanganjikasee, sowie viele hundert weitere Arten aus dem Malawi- und Viktoriasee zu der H-Linie genannten Klade der Pseudocrenilabrinae, die, nach der Entstehung der ostafrikanischen, großen Seen im Zuge einer raschen Adaptiven Radiation den neu entstandenen Lebensraum besiedelten. Als Schwestergruppe werden die Cyprichromini oder die Perissodini vermutet, beides konnte aber bisher nicht bestätigt werden.

### Innere Systematik
- Gattung Aulonocranus
  - Aulonocranus dewindti Regan 1920
- Gattung Callochromis Regan 1920
- Gattung Cardiopharynx
  - Cardiopharynx schoutedeni Poll 1942
- Gattung Cunningtonia
  - Cunningtonia longiventralis Boulenger 1906
- Gattung Cyathopharynx
  - Cyathopharynx foae (Vaillant, 1899)
  - Cyathopharynx furcifer Regan 1920
- Gattung Ectodus
  - Ectodus descampsii Boulenger 1898
- Gattung Grammatotria
  - Grammatotria lemairii Boulenger 1899
- Gattung Lestradea Poll 1943
  - Lestradea perspicax
  - Lestradea stappersii
- Gattung Ophthalmotilapia Pellegrin 1904
- Gattung Xenotilapia Boulenger 1899

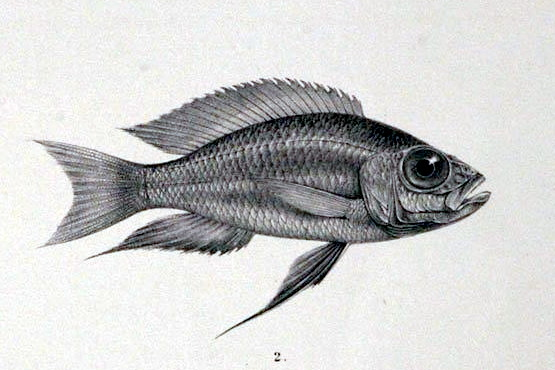
Aulonocranus dewindti
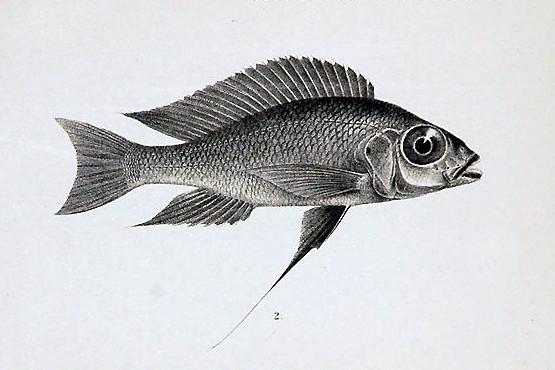
Cunningtonia longiventralis
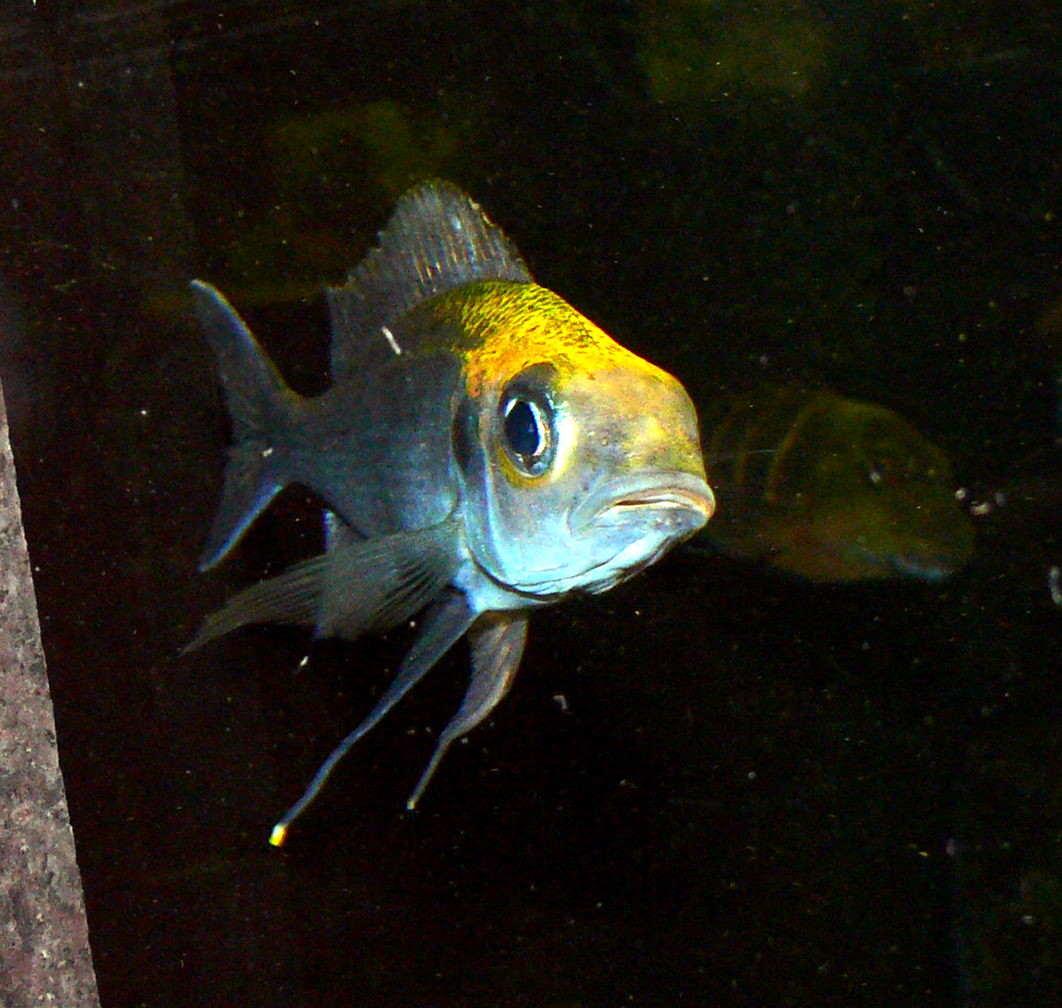
Cyathopharynx furcifer
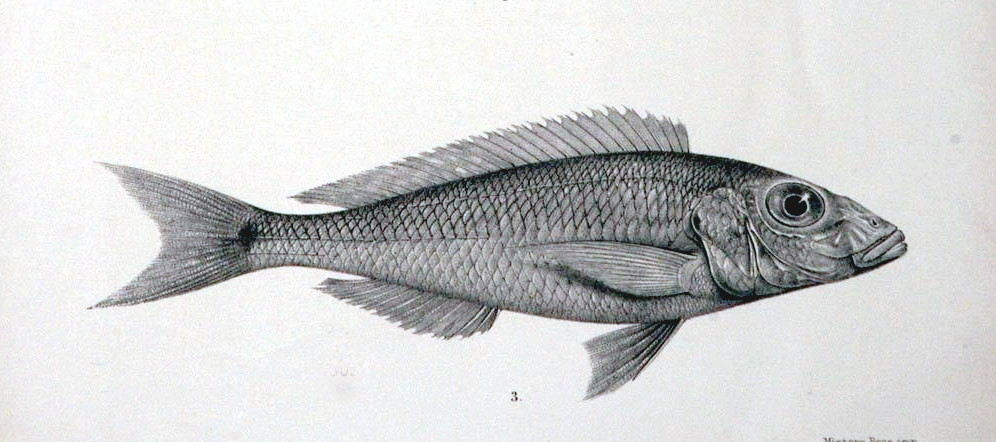
Grammatotria lemairii
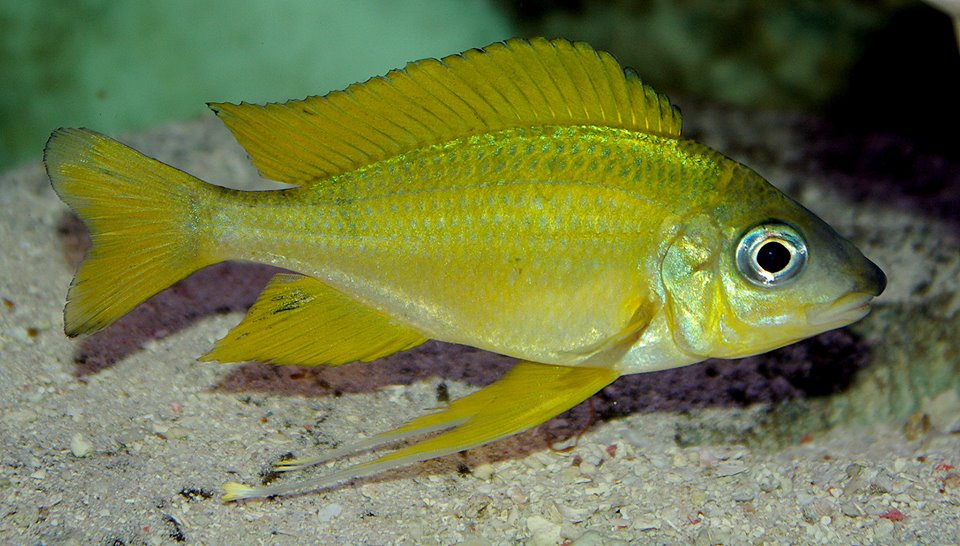
Ophthalmotilapia nasuta
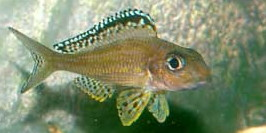
Xenotilapia papilio